# ورسای (ایلینوی)
ورسای (به انگلیسی: Versailles) یک روستا در ایالات متحده آمریکا است که در ایلینوی واقع شده‌است. ورسای ۲٫۴۳ کیلومتر مربع مساحت و ۴۷۸ نفر جمعیت دارد.